# Децик Олександр Сергійович
Олекса́ндр Сергі́йович Де́цик (8 березня 1979) — український історик. Директор інформаційного агентства «Укрінформ» (2011—2014). Член колегії Державного комітету телебачення і радіомовлення України.

## Життєпис
Народився 8 березня 1979 року в селищі міського типу Велика Олександрівка, Херсонська область. У 2001 році закінчив історичний факультет Херсонського державного педагогічного університету.
З 09.2001 — 09.2002 — вчитель історії та правознавства Центру освіти молоді та дорослих; м. Херсон.
З 02.2005 — 05.2005 — кореспондент Херсонської філії інформаційного агентства «Контекст-Причорномор'я»; м. Херсон.
З 10.2005 — 01.2007 — провідний спеціаліст відділу зв'язків з громадськими організаціями та засобами масової інформації апарату Херсонської обласної державної адміністрації; м. Херсон.
З 01.2007 — 06.2007 — головний спеціаліст відділу зв'язків з громадськими організаціями та засобами масової інформації апарату Херсонської обласної державної адміністрації; м. Херсон.
З 06.2007 — 08.2007 — головний спеціаліст відділу оперативної інформації Управління інформації та зв'язків з громадськістю Херсонської обласної державної адміністрації; м. Херсон.
З 08.2007 — 12.2007 — заступник начальника — начальник відділу оперативної інформації управління інформації та зв'язків з громадськістю Херсонської обласної державної адміністрації; м. Херсон.
З 12.2007 — 08.2008 — кореспондент відділу політики інформаційного агентства «Інтерфакс-Україна»; м. Херсон.
З 09.2008 — 06.2009 — начальник управління у справах преси та інформації Херсонської обласної державної адміністрації; м. Херсон.
З 07.2009 — 05.2011 — кореспондент відділу політики інформаційного агентства «Інтерфакс-Україна»; м. Київ.
З 18 травня 2011 по 19 березня 2014 років генеральний директор Українського національного інформаційного агентства «УКРІНФОРМ». Був членом колегії Державного комітету телебачення і радіомовлення України.

## Нагороди та відзнаки
- Почесна грамота Кабінету Міністрів України (2008).